# Oldřih Češki
Oldřih (češko Oldřich, latinsko Odalricus, Udalrichus, nemško Odalric, Udalrich) iz dinastije Přemyslidov je bil od leta 1012 do 1033 in nekaj časa leta 1034 vojvoda Češke, * okoli 975,  9. november 1034 ali 1042.
Z njegovim prihodom na češki prestol se je začelo obdobje stabilnosti po dolgem obdobju notranjih dinastičnih bojev. Moravske dežele so bile ponovno osvojene izpod poljske okupacije.

## Življenje
Oldřih je bil četrti (tretji preživeli) sin češkega vojvode Boleslava II. Mati vseh sinov  je bila vojvodinja Adiva. Po očetovi smrti je vojvoda postal njegov najstarejši brat Boleslav III., ki se je kmalu hudo spopadel z mlajšima bratoma Oldřihom in Jaromirjem. Leta 1001 sta morala oba pobegniti na bavarski dvor v Regensburg. Ko je naslednje leto rivalska dinastija Vršovci odstavila Boleslava III. in je poljski vladar Boleslav I. Hrabri napadel Češko, je posredoval nemški kralj Henrik II.  Henrikov pohod na Prago je Boleslavovima bratoma omogočil vrnitev na Češko. Jaromir je bil leta 1004 postavljen za češkega vojvodo.
V nemško-poljski vojni 1002–1018 je vojvoda Jaromir ostal zvest podpornik nemškega kralja. Henrik kljub temu ni ukrepal, ko je 12. aprila 1012 brat Oldřih odstavil Jaromirja in ga oslepil. Jaromir je pobegnil na Poljsko, Oldřih  pa je medtem priznal nadoblast  nemškega kralja. Svojo oblast si je zagotovil z zatiranjem vršovskih upornikov.
Oldřih in njegov sin Břetislav sta si prizadevala pridobiti nazaj Moravsko, ki jo je nekoč od Poljakov že osvojil Oldřihov stari oče, vojvoda Boleslav I. Břetislav in njegova žena Judita Schweinfurtska sta se nastanila v Olomucu. Leta 1029 so češke sile ob podpori cesarja Svetega rimskega cesarstva Konrada II. končno pregnale Poljake iz vzhodnih dežel. Břetislavova prizadevanja, da bi zasedel sosednja ozemlja na današnjem Slovaškem s pohodom proti silam Kraljevine Ogrske leta 1030 niso uspela zaradi ljubosumja cesarja, ki je dosegel sporazum z ogrskim kraljem Štefanom I. Naslednje leto so češke sile zavrnile osvojitev ozemelj za nemškega cesarja.  
Leta 1032 je bil vojvoda Oldřih povabljen na neformalno zasedanje parlamenta v Merseburg, vendar se tam ni pojavil. Njegova odsotnost je cesarja razjezila. Konrad II., zaposlen z dogodki v Burgundiji, je zadolžil  svojega sina Henrika III., da kaznuje nepokornega Čeha. Oldřiha so aretirali, odstavili in poslali na Bavarsko. Na prestolu  ga je zamenjal njegov brat Jaromír. Ko je bil Oldřih naslednje leto pomiloščen, se je vrnil na Češko in ukazal ujeti in odstaviti Jaromirja. Ponovno je prevzel oblast in pregnal Jaromírjevega sina iz Moravske.

## Smrt
Oldřih je nenadoma umrl 9. novembra 1034. Poznejši pregled njegovega okostja je pokazal, da je njegova lobanja utrpela smrtonosen udarec. Jaromir se je nato odpovedal prestolu v korist svojega nečaka Břetislava.

## Družina
Po legendi, ki jo je zapisal srednjeveški kronist Kozma Praški, se je vojvoda Oldřih okoli leta 1002 poročil z Boženo, hčerko (ali ženo) kmeta Křesina, potem ko je zavrgel svojo prvo ženo, ker sta bila brez otrok. Z Boženo sta imela sina
- Břetislava I., ki je kot vojvoda Češke vladal od leta 1035 do svoje smrti leta 1055.[3]

## Vira
- Wolverton, Lisa (2001). Hastening Toward Prague: Power and Society in the Medieval Czech Lands. University of Pennsylvania Press.
- Krofta, Kamil (1957). »Bohemia to the Extinction of the Premyslids«.  V Tanner, J.R.; Previte-Orton, C.W.; Brooke, Z.N. (ur.). Cambridge Medieval History:Victory of the Papacy. Zv. VI. Cambridge University Press.

| Oldřih Češki PřemyslidiRojen: ok. 975 Umrl: 11. november 1034 |                         |                         |
| Vladarski nazivi                                              |                         |                         |
| Predhodnik: Jaromir                                           | Vojvoda Češke 1012–1033 | Naslednik: Jaromir      |
| Predhodnik: Jaromir                                           | Vojvoda Češke 1034      | Naslednik: Břetislav I. |